# Нигрини, Марк
Марк Нигрини (англ. Mark J. Nigrini) — американский учёный в области бухгалтерского учета, аудита и математики, наиболее известный своими работами по применению закона Бенфорда в качестве инструмента аудита и бухгалтерского учета для выявления отклонений в корпоративных данных.

## Биография
Родился в Кейптауне, Южная Африка. Получил степень B.Com (с отличием) Кейптаунского университета и степень MBA от Стелленбосском университете, а также докторскую степень в Университете Цинциннати. В настоящее время — преподаватель в колледже бизнеса и экономики в Университете Западной Вирджинии в Моргантауне (США). Наряду с научными степенями является дипломированным бухгалтером (диплом получен в 1981 году в Южной Африке). В начале своей карьеры работал специалистом по бухгалтерскому учету в аудиторской компании Peat, Marwick, Mitchell & Co. (сейчас KPMG). Нигрини неоднократно был экспертом в суде и консультировал крупные международные организации , а также различные государственные ведомства.
М. Негрини является основоположником судебной аналитики, методики проверки финансовых данных с целью выявления мошенничества, ошибок и подделок в финансовых документах. Он также начал применять для этой цели закон Бенфорда, который описывает ожидаемую вероятность появления определённых цифр в реальных табличных данных и в настоящее время широко применяется аудиторами и учёными для обнаружения аномалий в отчётах.

## Публикации
Его научные работы публиковались в журналах Auditing: A Journal of Practice and Theory, The Journal of Forensic Accounting, The Journal of Emerging Technologies in Accounting и в других. Прочие прикладные работы М. Нигрини были опубликованы в журналах Mathematical Geology, The International Journal of Mathematics and Mathematical Sciences и The International Journal of Algebra. Он также опубликовал гибридное судебно-медицинское исследование в очень популярном научном журнале Hepatology. Его практические работы публиковались в журналах IEEE Potentials, Internal Auditor и Journal of Accountancy. Нигрини работает в редакционной коллегии журналов International Journal of Disclosure and Governance и Journal of Forensic & Investigative Accounting.
На работы Нигрини по судебному надзору ссылались многие средства массовой информации, включая The Financial Times, The New York Times, The Wall Street Journal,The Globe and Mail, and New Scientist. Его работы также были представлены на других языках, например, в немецком журнале Der Spiegel. Он выступал с интервью на радиостанциях Би-би-си (Лондон), NBC и NPR (США).